# Arenaria serpyllifolia

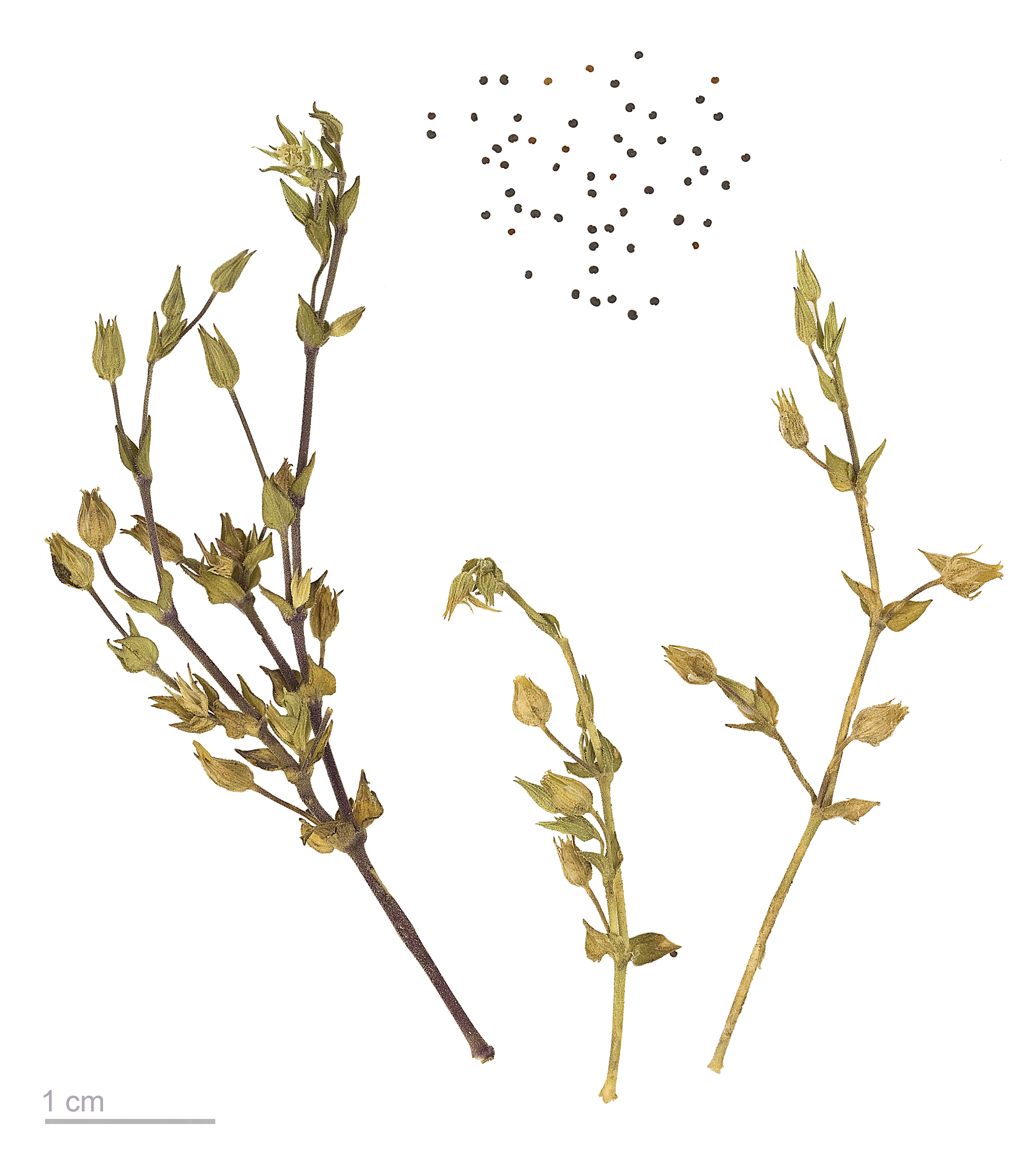
Arenaria serpyllifolia

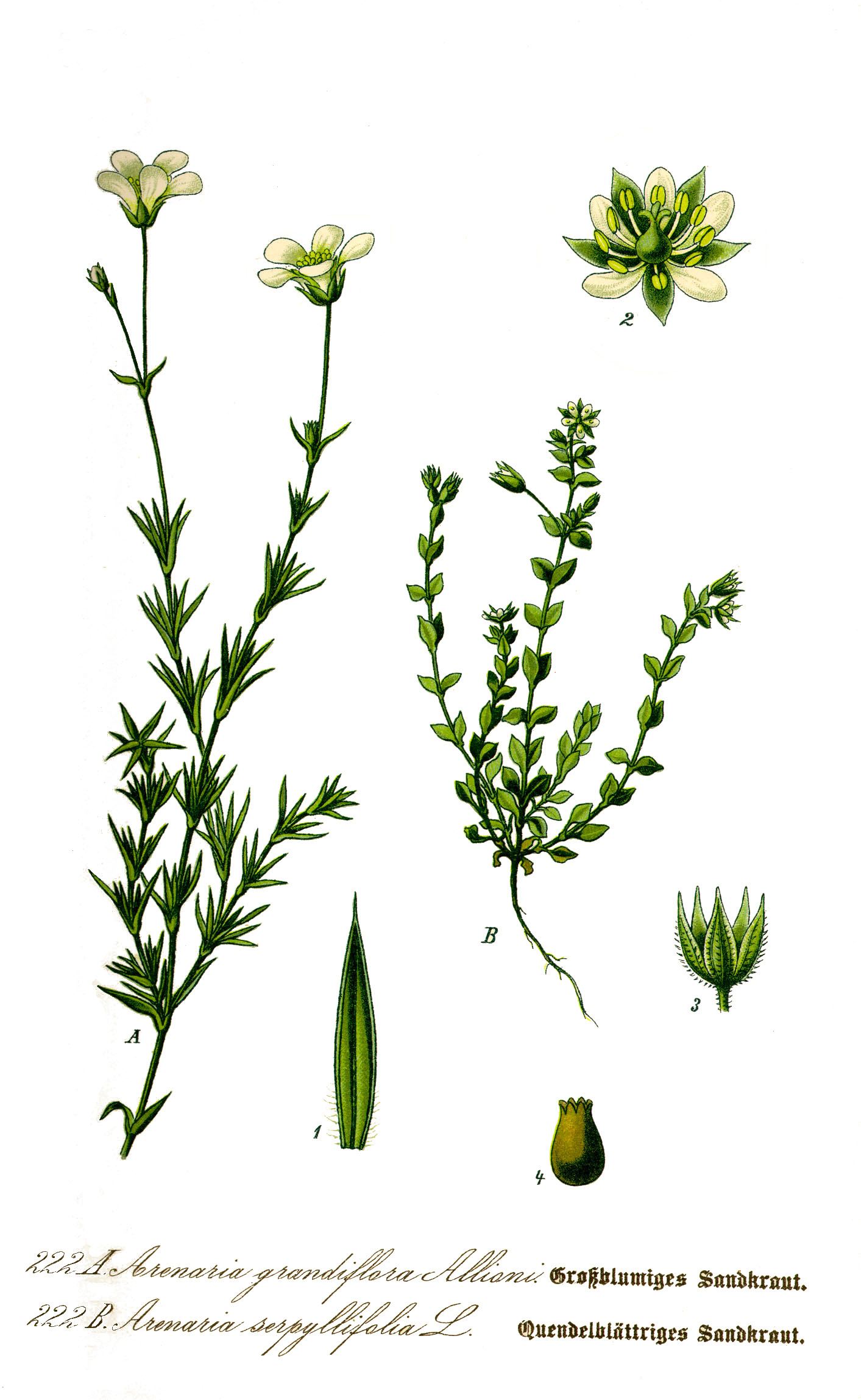
Ilustración

Arenaria serpyllifolia es una especie de planta fanerógama perteneciente a la familia Caryophyllaceae.

## Descripción
Es una planta herbácea anual o bienal. El tallo erecto alcanza los 10-30 cm de altura y está densamente poblado de pelusa blanca. Tiene hojas sésiles y ovadas de 4-12 mm de largo por 3-7 mm de ancho, las proximales más grandes que las distales. Las flores de color blanco se agrupan en cimas. Tienen 5 pétalos lanceolados, 5 sépalos ovoides y 10 estambres. El fruto es una cápsula ovoide con semillas reniformes de color marrón pálido.

## Hábitat
Tierras yermas, campos cultivables, colinas de creta, riscos y arenas costeras. Tiene una distribución por toda Europa.

## Taxonomía
Arenaria serpyllifolia fue descrita por Carlos Linneo   y publicado en Species Plantarum 1: 423. 1753.
Citología
Número de cromosomas de Arenaria serpyllifolia (Fam. Caryophyllaceae) y táxones infraespecíficos: 2n=40
Etimología
Arenaria: nombre genérico que deriva del término latino arenarius  = "de arena, arenoso". Adjetivo sustantivado: la planta a la que J.Bauhin dio este nombre en 1631 vive en terreno arenoso.
serpyllifolia: epíteto latino que significa "con las hojas como Thymus serpyllum".
Variedades
- Arenaria serpyllifolia subsp. aegaea (Rech.f.) Akeroyd
- Arenaria serpyllifolia subsp. cassia (Boiss.) Govaerts
- Arenaria serpyllifolia subsp. leptoclados (Rchb.) Nyman
- Arenaria serpyllifolia subsp. lloydii (Jord.) Bonnier
- Arenaria serpyllifolia subsp. marschlinsii (K.Koch) Nyman
- Arenaria serpyllifolia subsp. tremula (Boiss.) Govaerts

Sinonimia
- Alsinanthus serpyllifolius  (L.) Desv.
- Alsine serpyllifolia (L.) Crantz
- Alsinella serpyllifolia (L.) Gray
- Arenaria breviflora Bubani
- Arenaria lloydii Jord.
- Arenaria varia Dulac
- Stellaria serpyllifolia (L.) Scop.[5]
- Alsinanthus serpillifolius (L.) Desv.
- Arenaria alpicola Beck
- Arenaria cantabrica Amo
- Arenaria condensata Lange
- Arenaria crassifolia Freyn ex Hallier
- Arenaria martrinii Tzvelev
- Arenaria olonensis Jord. ex Bonnier
- Arenaria patula Martrin-Donos
- Arenaria peloponnesiaca Rech.f.
- Arenaria sphaerocarpa Ten.
- Arenaria viscida Loisel.
- Arenaria wallichiana Ser.
- Euthalia serpyllifolia Rupr.
- Minuartia olonensis (Jord. ex Bonnier) P.Fourn.[6]